# Cmentarz wojenny w Sajenku
Cmentarz wojenny w Sajenku – cmentarz z I wojny światowej, położony w okolicach Sajenka (administracyjna część Augustowa).
Na cmentarzu pochowani są żołnierze niemieccy i rosyjscy. Cmentarz ogrodzony jest drewnianym płotem. Na jego środku znajduje się drewniany krzyż i kamienna tablica z napisem. Na niektórych mogiłach zachowały się kamienne płyty.